# Голицын, Лев Сергеевич

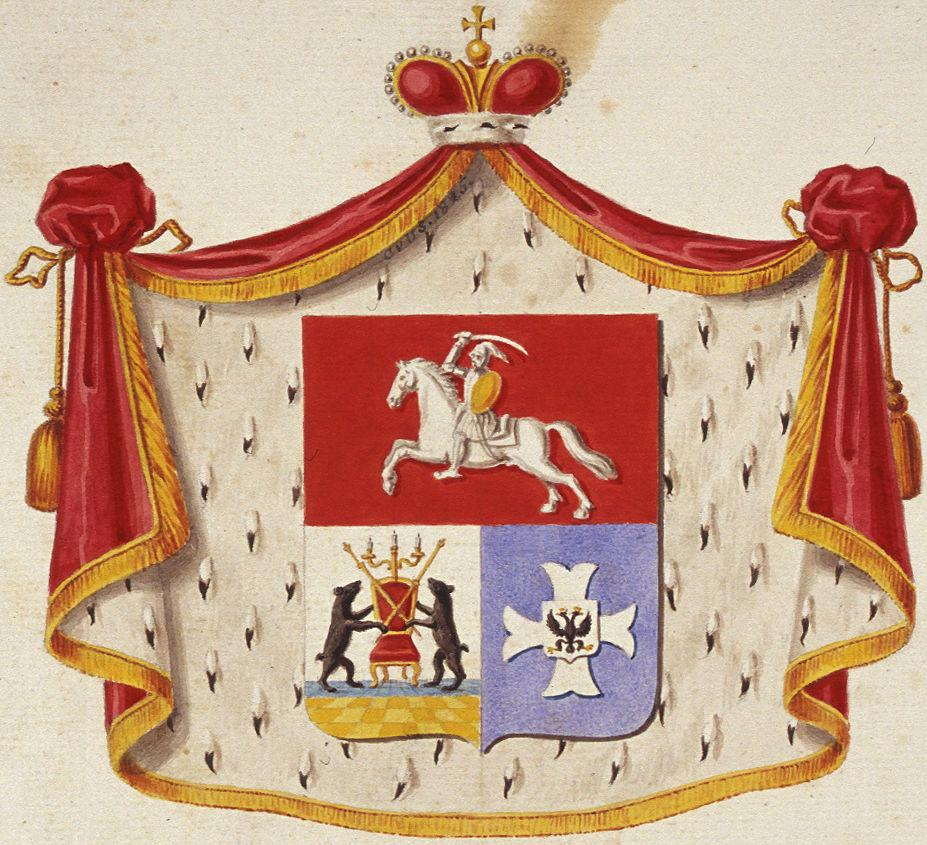
Герб рода князей Голицыных.

Князь Лев Серге́евич Голи́цын (12 [24] августа 1845, Старавесь, Люблинская губерния — 13 [26] декабря 1915, Феодосия, Таврическая губерния) — русский винодел, основоположник виноделия в Крыму и промышленного производства игристых вин в Абрау-Дюрсо. Основатель усадьбы Новый Свет.

## Биография
Из княжеского рода Голицыных (ветвь Алексеевичей), сын князя Сергея Григорьевича, который после увольнения в отставку вступил в брак с фрейлиной-полькой Марией Ивановной Езерской, от которой имел трёх сыновей — Григория, Льва, Фёдора и трёх дочерей — Юлию, Марию и Екатерину.
Лев Голицын родился 12 (24) августа 1845 в местечке Стара-Весь Люблинской губернии Царства Польского, в замке Радзивилов, доставшемся по наследству его матери. Получил прекрасное домашнее воспитание; знал польский, французский и немецкий языки; много читал, был участником литературных, музыкальных вечеров и балов, которые устраивал его отец, общался с интересными, образованными людьми.
Учитывая увлечённость сына историей и общественными науками, отец отправил сына учиться во Францию, в Парижский университет, который он окончил с учёной степенью бакалавра в 1862 году. После чего Л. С. Голицын вернулся в Россию с целью продолжить учёбу и нести службу. Здесь ему пришлось усиленно заниматься русским языком.
С 7 декабря 1864 года по 1 марта 1866 года Л. С. Голицын служил в Министерстве иностранных дел: сначала — канцелярским чиновником при Азиатском департаменте, потом — коллежским регистратором. С 17 апреля 1866 года по 3 июля 1867 года Л. С. Голицын служил в Главном архиве Министерства иностранных дел.
В период 1867—1871 годов он — студент кафедры римского права юридического факультета Московского университета, ученик профессора Н. И. Крылова. Во время учёбы в университете Л. С. Голицын организовывал семинары и дискуссии по различным проблемам истории права, выступал с докладами и сообщениями; также он выпустил литографические лекционные курсы Н. И. Крылова; в 1869 года вышла книга Л. С. Голицына «Конспект истории римского права. I период». В 1870 году был удостоен золотой медали за сочинение «О судьбах народных собраний в Риме по трибам».
Оставлен в университете для подготовки к профессорскому званию; в 1873—1874 годах, вместе с другом С. А. Муромцевым, совершенствовал образование в Лейпциге и Гёттингене. Во Франции стал изучать опыт приготовления виноградных вин.
В 1876 году избран предводителем дворянства Муромского уезда Владимирской губернии, но по его личной просьбе отставлен от должности. По его представлению Муромское уездное земское собрание в преддверии русско-турецкой войны (1877—1878) приняло постановление «…собрать на нужды Отечества двойной земский сбор».
Имел длительную ссору с бывшим муромским предводителем Д. П. Засецким, закончившуюся дракой и судебным разбирательством, причем Голицын был признан виновным. Конфликт был вызван тем, что Голицын увёл у Засецкого жену, дочь Керченского градоначальника князя Херхеулидзева. Именно у Херхеулидзева Лев Голицын позднее приобрел его крымское имение Парадиз. Поскольку Засецкий отказался дать жене развод, брак Голицына и Херхеулидзевой никогда не был оформлен официально, однако во многих текстах Херхеулидзева всё-таки именуют тестем князя Голицына.
В 1870-х годах участвовал в археологических раскопках во Владимирской губернии под руководством графа А. С. Уварова, с 1877 года — член-корреспондент Московского археологического общества, — открыл ряд стоянок каменного века по берегам Оки от д. Чулковая до Мурома. В 1880—1882 годах состоял гласным Владимирской губернской земской управы.

## Виноделие
Первоначально в небольшом хозяйстве под Феодосией Голицын высадил виноград сортов Саперави и Мурведр; произведённые из него вина нашли покупателей сначала в Крыму, а затем и в Москве.
В 1878 году он купил у грузинского князя Херхеулидзева урочище Парадиз площадью 230 га, находившееся в Крыму, у подножия горы Сокол, в семи километрах от Судака. Впоследствии, урочище было переименовано в Новый Свет. На площади свыше 20 га Голицын заложил питомник, где культивировал до 500 сортов винограда. Он также насадил виноградники близ Феодосии (30 га), у д. Токлук (40 га), а также на Кавказе в местечке Алабашлы Елизаветпольской губернии.
В 1882 году на Всероссийской промышленно-художественной выставке Голицын получил высшую награду за «сортимент хорошо выдержанных молодых белых и красных вин, характером своим подходящих к столовым винам, и в особенности за белое вино под названием „Клеретъ“, до сих пор не встречавшееся в продаже, за вино из лоз шабли и красное вино из лоз лафита».
В 1883 году князь женится на графине Марии Орловой-Денисовой и пускает её состояние на расширение Нового Света.
В начале 1890-х годов первым в России наладил промышленное производство высококачественных шампанских, шипучих и других виноградных вин на построенном в Новом Свете, в 1878 году, винодельческом заводе. Им были созданы подвалы, в горе Коба-Кая, для хранения вин. В особом подвале № 4 Л. С. Голицын собрал коллекцию вин XVIII и XIX века, насчитывавшую свыше 50 тыс. бутылок.
В 1891—1898 годы Голицын занимал пост главного винодела Удельного ведомства. В 1894 году им было начато строительство подземного винного завода туннельного типа. В это же время он создал винодельческое хозяйство Абрау-Дюрсо; в 1894—1900 годах в Абрау-Дюрсо построены здание завода, 5 подвалов-тоннелей, проложена шоссейная дорога к Новороссийску.
В 1896 году Новосветское шампанское подавалось во время коронационных торжеств в Москве и заслуженно получило марку «Коронационное».
С 1902 года Голицын — почётный член, а с 1911 года — председатель Комитета виноградарства Императорского общества сельского хозяйства Южной России.

Памятник Голицыну на заводе в Массандре

В 1913 году в связи с ухудшением здоровья, затруднительным финансовым положением и желая сохранить уникальное хозяйство, Л. С. Голицын принёс в дар Николаю II часть своего имения Новый свет с землей (113 га), коллекцией вин, заводом шампанских вин и подвалами.
Собственная коллекция вин князя Голицына из Нового Света (свыше 50 тыс. бутылок) содержала иностранные вина и марки Нового Света. В 1920-е годы коллекция была передана в Массандру.
Умер князь 13 (26) декабря 1915 в Феодосии, но был похоронен в своём склепе на виноградниках в Новом Свете. В 1920-х годах склеп был разграблен и могила не сохранилась. В настоящее время сам склеп Голицына приведен в порядок и облагорожен.

## Отзывы современников
В. А. Гиляровский так вспоминал о Л. С. Голицыне 1880-х годов:

В одно из моих ранних посещений [Английского] клуба я проходил в читальный зал и в «говорильне» на ходу, мельком увидел старика военного и двух штатских, сидевших на диване в углу, а перед ними стоял огромный, в чёрном сюртуке, с львиной седеющей гривой, полный энергии человек, то и дело поправлявший своё соскакивающее пенсне, который ругательски ругал «придворную накипь», по протекции рассылаемую по стране управлять губерниями.

Это был известный винодел Лев Голицын, когда-то блестяще окончивший Московский университет, любимец профессора Никиты Крылова, известный краснобай, горячий спорщик, всегда громко хваставшийся тем, что он не посрамлен никакими чинами и орденами…
Князь Феликс Юсупов:

Князь Лев Голицын, колосс с львиной гривой, был и впрямь как лев. Благороден, но страшен. Вечно пьян, ищет повода побуянить. Мало ему пить в одиночку, спаивает всё своё окружение винами собственных винокурен. Приезжал всегда с ящиками шампанского. Не успеет въехать во двор, слышен его бас: «Гости прибыли!». Выйдет из кареты и пустится жонглировать бутылками.

## Награды и премии
- золотая медаль на Всероссийской художественно-промышленной выставке в Москве (Россия,1882);
- золотая медаль на Ялтинской выставке садоводства, виноделия и табаководства (Россия, 1884);
- золотая медаль и диплом на Выставке в Новом Орлеане (Луизиана, США, 1885);
- большая серебряная медаль и диплом на Всероссийской сельскохозяйственной выставке в Харькове (Россия, 1887);
- золотая медаль на Таврической сельскохозяйственной и промышленной выставке (Россия, 1888);
- золотая медаль на Парижской Всемирной выставке (Франция, 1889);
- право изображения государственного герба на Всероссийской промышленной и художественной выставке в Нижнем Новгороде (Россия, 1896);
- золотая медаль на VIII периодической выставке Симферопольского отдела Императорского Российского общества садоводства (Россия,1899);
- Гран-при на всемирной выставке в Париже, 1900

## Семья

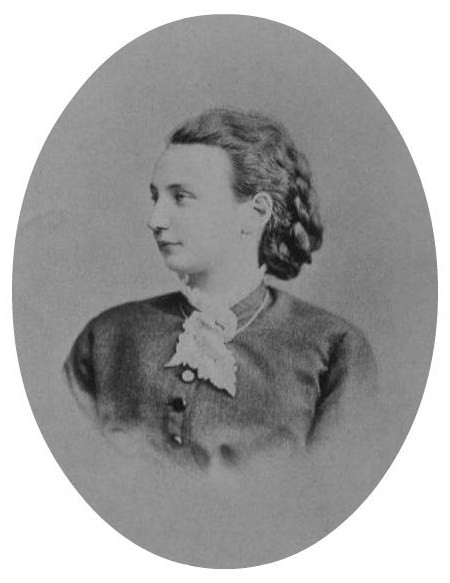
Мария Михайловна Голицына

Его дочери были рождены от Надежды Захаровны Засецкой, ур. княжны Херхеулидзевой, которая ушла к Голицыну от своего мужа  надворного советника Дмитрия Петровича Засецкого (1837—1881). Эта связь стала причиной краха юридической карьеры Голицына. Царским указом от 6 сентября 1890 года его дочерям было разрешено принять фамилию Голицыных:
- Софья Львовна (06.08.1871, с. Сущёво, Владимирской губернии — 20(17?).07.1913, похоронена в Новом Свете); в браке с 1892 года — за князем Николаем Николаевичем Трубецким (1864—1935, Сент-Женевьев-де-Буа), сыном генерал-лейтенанта князя Николая Николаевича Трубецкого (1836—1902).
- Надежда Львовна (20.02.1876, Варшава — (?).02.1949, Телави, Грузинская ССР), в первом браке Гардер, во втором (с 25 июля 1890; Лондон)[10] за генерал-майором Борисом Михайловичем Мусманом (19.04.1846—?). Их сыновья, выпускники Императорского училища правоведения: Михаил Борисович Мусман, штаб-ротмистр, в Белой армии на севере России, убит на Онеге (1920 год); Захарий Борисович Мусман, судьба неизвестна[11].

Жена (с 24 апреля 1883 года) — графиня Мария Михайловна Орлова-Денисова (26.03.1856—1909), дочь графа Михаила Васильевича Орлова-Денисова от брака его с Еленой Ивановной Чертковой; по отцу была внучкой графа В. В. Орлова-Денисова; по матери — И. Д. Черткова. Была небольшого роста, голубоглазой и не совсем здоровой, с детства у неё был горб. Похоронена в Новом Свете. В браке детей не имела.

## Память
- Бюст в Евпатории (2003)
- Бюст в Ялте (Массандра)

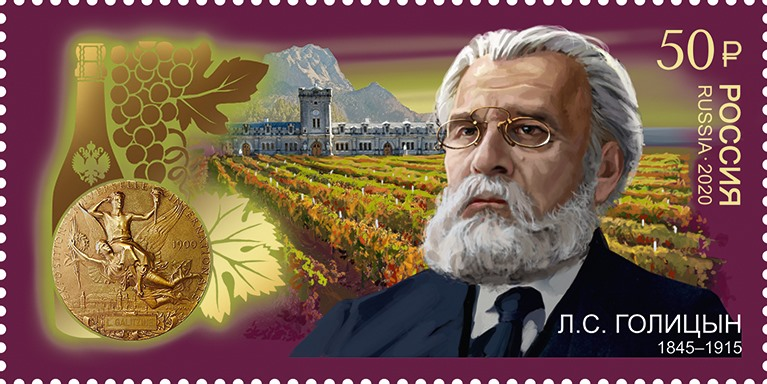
Портрет Л. С. Голицына, винный завод "Массандра", золотая медаль Парижской выставки 1900 г. Художник-дизайнер С. Ульяновский.Почтовая марка России 2020 года.

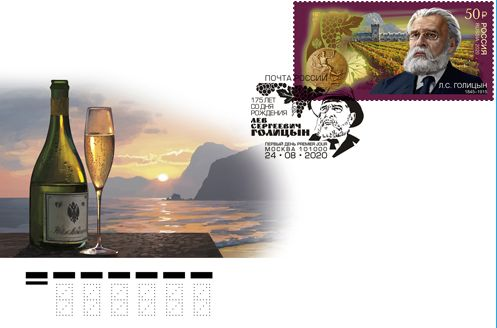
Почтовый маркированный конверт

Памятник Николаю II и Льву Голицыну в Новом Свете

- Два памятника в Новом Свете (Россия, Крым): бюст и скульптура в полный рост, скульптор Б. Чак (2008)[12]
- Двойной памятник Льву Голицыну и Николаю II в Новом Свете (Россия, Крым), скульптор Б. Чак (2012)
- Дом-музей князя Л. С. Голицына в Новом Свете
- В честь князя названо вино Седьмое небо князя Голицына.
- 24 апреля 2020 года в почтовое обращение вышла марка, посвящённая 175-летию со дня рождения основоположника виноделия в Крыму Голицына Льва Сергеевича. Тираж 120 тыс. экз. Дополнительно к выпуску почтовой марки изданы конверты.

## Основаны Голицыным
- Новый Свет (завод)
- Солнечная Долина (винодельческое предприятие)